# 神仙湖
神仙湖，又稱神仙嶺水庫，位于中华人民共和国广东省深圳市龙岗区体育中心上游，是一座建成于1954年的小型水库，与龙口水库相邻，属于香港中文大学（深圳）校园的一部分。湖畔北面为神仙岭山脉，沿湖修有三座亭子，其中一座名为“勤补轩”。东侧是主坝，石阶下有彩虹路。
神仙嶺水庫总库容59.67万立方米，集雨面积0.79平方公里。最早供饮水使用，必要时还向香港供水，后被列为“战备水库”，现时主要功能为防洪。湖边修有碧道，于2020年12月25日竣工，全长2.6公里。

## 名称
神仙湖原名神仙岭水库，得名自湖周围的山脉，它们被当地人称作神仙岭。香港中文大学（深圳）建校后，水库被划入大学中园。校长徐扬生认为「湖比水库要雅一点，‘神仙’这个名字既与‘神仙岭’相谐，又很有意境」，因此提出“神仙湖”一名。

## 建築

### 勤补轩
勤補軒坐落於神仙湖畔，是一座清朝康熙年間的水榭，原由深圳收藏家戴勤收藏，後捐贈予香港中文大學（深圳），並於2022年落成。軒名“勤補”，旨在勉勵莘莘學子，勤能補拙為修身治學之道。匾額和楹聯分別由港中大（深圳）校長徐揚生與中國工程院院士何繼善題寫，軒旁立有「勤補軒銘」以紀念捐贈，由人文社科學院劉冠岩博士書錄。